# Plaza de Santa Ana
La Plaza de Santa Ana è una piazza del centro di Madrid, ubicata a pochi passi della Puerta del Sol e della Calle de Huertas.
Ospita il Teatro Español, il più antico teatro della capitale spagnola, costruito nel 1745 e il lussuoso hotel Reina Victoria, dove sono soliti alloggiare i toreri prima della corride. Si racconta che il famoso torero Manolete vi riservava sempre per scaramanzia la stanza 220.
Nella piazza si possono ammirare le statue dedicate al drammaturgo del Siglo de oro Pedro Calderón de la Barca e al poeta Federico García Lorca.
La piazza è anche uno dei punti di ritrovo preferiti dai madrileni, che ne affollano i numerosi ristoranti e bar, fin dalle prime ore della sera.
Questo quartiere è infatti frequentatissimo la sera e la notte dai giovani che girano per pub o discoteche a calle de Huertas.